# 五甲基环戊二烯
五甲基环戊二烯是一种环状二烯烃，化学式为C5Me5H (Me = CH3)。它可用于制备含五甲基环戊二烯基的化合物，该基团可表示为Cp*（星号表示向外辐射的五个甲基）。五甲基环戊二烯和较少取代基的环戊二烯相比，不容易二聚。